# The Chieftains
The Chieftains est un groupe de musique irlandais fondé en 1962 et actif jusqu'en 2020, connu pour jouer et populariser la musique traditionnelle irlandaise.
Reconnu comme l'un des plus grands groupes de musique celtique, il s'est produit dans les plus grands festivals (Festival Interceltique de Lorient, Guinness Irish Festival…) et prestigieuses salles de concert (Carnegie Hall, Olympia…).

## Biographie
Le groupe a enregistré de nombreux albums de musique traditionnelle, tant instrumentale que vocale. Au-delà des rythmes de danses, il s'inspire de compositeurs anciens comme Turlough O'Carolan, et produit une musique variée, d'une sonorité particulière. Leur répertoire s'étend de la chanson de pub à l'œuvre symphonique composée pour le cinéma.
Les musiciens du groupe n'hésitent pas à enrichir leur musique par des apports de différentes cultures, ainsi qu'un nombre important de collaborations avec des musiciens ou chanteurs célèbres de tous horizons musicaux. Ils ont notamment joué avec Van Morrison, Mark Knopfler, Sting, Elvis Costello, Tom Jones, Sinéad O'Connor, Paddy Moloney joue avec Roger Waters (sur The Wall Live in Berlin en 1990), les Rolling Stones, John Entwistle et Roger Daltrey des Who, Kepa Junkera, Emmylou Harris, Carlos Núñez, le Bagad Plougastell et Akiko Yano, Kate Bush, et bien-sûr Mike Oldfield. Ils ont également montré l'influence de la musique irlandaise sur la country en produisant plusieurs albums à Nashville avec des artistes réputés.
En 1975, le groupe gagne beaucoup en popularité après avoir joué Women of Ireland pour la bande originale du film Barry Lyndon de Stanley Kubrick sur une musique de Seán Ó Riada.
Le 21 juillet 1978, les Chieftains participent au Nyon Folk Festival en Suisse,,,.
Le lendemain du meurtre de John Lennon, Paddy Moloney était en studio d'enregistrement avec Paul McCartney. Ils ont travaillé ensemble sur des overdubs pour la chanson "Rainclouds", dans le cadre des premières sessions d'enregistrement de l'album 'Tug of War' de MCCartney. Cette chanson se retrouve sur la version Deluxe Édition de 2015 de l'album Tug of War..
Leur renommée leur permet de participer à des concerts « historiques » :
- en 1979 : un concert devant le Pape Jean-Paul II réunit 1,35 million de personnes à Dublin.
- en 1983 lors d'une tournée en Chine, c'est le premier groupe occidental à jouer sur la Grande Muraille.
- en 1983, c'est le premier groupe à donner un concert dans le Capitole à Washington.

En 1988, ils enregistrent l'album The Irish Beat en collaboration avec Van Morrison au chant, à la guitare et à la batterie, aux studios Windmill Lane Studios à Dublin, en Irlande. L'album a été enregistré de septembre à janvier 1988. Les Chieftains et Van Morrison s'étaient rencontrés des années auparavant au festival de rock d'Edinburgh. Ils se sont retrouvés à Belfast pendant la tournée No Guru, No Method, No Teacher de Morrison. Par la suite, ce dernier et Paddy Moloney ont discuté de l'enregistrement d'un album ensemble lors d'une promenade. Ils avaient chacun une liste de chansons et sont parvenus à un consensus pour reprendre deux des chansons précédemment publiés par Morrison (la chanson-titre en était une) et le reste sont des airs de musique folklorique irlandaise.
Ils ont gagné six Grammy awards et y ont été nommés dix-huit fois.
En 2012, à l'occasion de leur 50e anniversaire, ils sortent l'album Voice of Ages. Ils ont collaboré avec différents jeunes artistes de plusieurs pays, comme les groupes de folk et de jazz américains The Punch Brothers, Bon Iver, The Decemberists, Pistol Annies, The Civil Wars, Carolina Chocolate Drops, The Low Anthem, et les Secret Sisters; les fameuses chanteuses irlandaises Imelda May et Lisa Hannigan ; et, une fois de plus, le chanteur écossais Paolo Nutini.
Le 15 février 2013, ils interprètent "Moondance" à Houston, Texas, avec l'astronaute Canadien Chris Hadfield (guitare) alors à bord de l'ISS.

## Membres du groupe
Paddy Moloney est le leader du groupe jusqu'à son décès, le 12 octobre 2021. Il en compose et arrange la plupart des morceaux. La composition des membres du groupe a changé plusieurs fois, mais un noyau dur reste en place tout au long de son histoire, assurant ainsi sa pérennité. Depuis 1976, les membres sont :
- Paddy Moloney (uilleann pipe, tin whistle, accordéon, bodhrán)
- Matt Molloy (flûte, tin whistle), membre depuis 1979
- Kevin Conneff (bodhrán, voix)
- Seán Keane (fiddle, tin whistle)

En 2002, Fay s'est retiré du groupe et Bell est décédé. Après la mort de Paddy Moloney, en 2021, Matt Molloy déclare que « les Chieftains ont fait leur temps ».

### Anciens membres
Les autres membres étaient :
- Derek Bell (harpe, piano, hautbois), membre de 1976 à sa mort
- David Fallon (bodhrán)
- Martin Fay (fiddle, os), de 1976 à 2002
- Ronnie McShane (percussions)
- Peadar Mercier (bodhrán)
- Seán Ó Riada (clavecin)
- Seán Potts (tin whistle, percussions, bodhrán)
- Michael Tubridy (concertina, flute et tin whistle)

## Discographie

### Albums studios
1. The Chieftains (1964)
2. The Chieftains 2 (1969)
3. The Chieftains 3 (1971)
4. The Chieftains 4 (1973)
5. The Chieftains 5 (1975)
6. The Chieftains 6: Bonaparte's Retreat (1976)
7. The Chieftains 7 (1977)
8. The Chieftains 8 (1978)
9. The Chieftains 9: Boil the Breakfast Early (1979)
10. The Chieftains 10: Cotton-Eyed Joe (1980)
11. The Grey Fox (1982) (Bande originale du film The Grey Fox)
12. The Year of the French (1983, avec RTÉ Concert Orchestra)
13. The Chieftains in China (1985)
14. Ballad of the Irish Horse (1986)
15. Celtic Wedding (1987)
16. In Ireland (1987) (avec James Galway)
17. Irish Heartbeat (1988) (avec Van Morrison)
18. The Tailor of Gloucester (1988) (avec Meryl Streep)
19. A Chieftains Celebration (1989)
20. Over the Sea To Skye: The Celtic Connection (1990) (avec James Galway)
21. The Bells of Dublin (1991)
22. Reel Music (1991)
23. Another Country (1992)
24. Far and Away original motion picture soundtrack (avec John Williams) (1992)
25. The Celtic Harp: A Tribute to Edward Bunting (1993) (avec The Belfast Harp Orchestra)
26. The Long Black Veil (1995)
27. Film Cuts (1996)
28. Santiago (1996)
29. Long Journey Home (1998, avec the Irish Film Orchestra et Elvis Costello)
30. Tears of Stone (1999)
31. Water From the Well (2000)
32. Down the Old Plank Road: The Nashville Sessions (2002)
33. Further Down the Old Plank Road (2003)
34. The Essential Chieftains (2006, compilation)
35. San Patricio (2010) (avec Ry Cooder)
36. Voice of Ages (2012)

### Albums live
- 1977 : The Chieftains Live! (enregistré à Boston et Toronto durant la tournée américaine de 1976)
- 1992 : An Irish Evening
- 1998 : Silent Night: A Christmas in Rome
- 2005 : Live from Dublin: A Tribute to Derek Bell
- 2022 : Bear’s Sonic Journals: The Foxhunt, The Chieftains Live in San Francisco 1973 & 1976

### Compilations
- 2002 : The Wide World Over
- 2006 : The Essential Chieftains

### Participations
- 2007 : My name is Buddy (Nonesuch Records) de Ry Cooder avec Van Dyke Parks, Mike & Pete Seeger, Flaco Jimenez, Bobby King & Terry Evans, Jim Keltner, Jacky Terrasson, Jon Hassell, etc.